# Näckrosbagge
Näckrosbagge (Galerucella nymphaeae), eller näckrosbladbagge, är en skalbagge i familjen bladbaggar. Som larv lever den ofta på näckrosblad, men kan även förekomma på andra växter.

## Kännetecken
Näckrosbaggen blir ungefär sex till sju millimeter lång och är brunaktig i färgen, ofta med en ljusare orange till gulorange eller ljusbrun färg på halsskölden och längs kanten på täckvingarna och på ben och huvud. Det förekommer också nästan helt bruna exemplar. Skutellen är mörk. Den har sågade antenner och runda och svarta fasettögon. 
Larven är mörkbrun till svart. När den sträcker ut sig ser man att den är orange till gulaktig mellan segmenten. I det första larvstadiet är den cirka tre millimeter lång.
Äggen är ljusgulaktiga till orangeaktiga och läggs i grupper om upp till cirka tolv stycken på ovansidan av näckrosbladet.

## Utbredning
I Europa förekommer näckrosbaggen spritt från Skandinavien i norr och söderut till Spanien och norra Italien.

## Levnadssätt
Näckrosbaggen är mest känd för att ha vit näckros som en av sina värdväxter. Därtill är den också känd på gul näckros och vattenpilört. Andra växter som kan fungera som värdväxter är pilblad, kråkklöver, vattenskräppa och jordgubbe. Nedan beskrivs levnadssättet för de skalbaggar som lever på näckrosor.
Fullbildade näckrosbaggar övervintrar bland löv eller under barkbitar på marken. På våren i april till maj söker de övervintrande individerna upp näckrosblad där de parar sig. Efter parningen lägger honorna ägg på näckrosbladen. Äggen läggs i grupper med upp till tolv ägg i varje. Honan kan lägga flera grupper med ägg, i genomsnitt en per dag, innan hon dör efter cirka fem veckor. När larverna kläcks börjar de äta av näckrosbladet. 
Tecken på att näckrosbaggens larver har angripit ett näckrosblad är att de äter kanaler i bladets övre delar. De blir redo att förpuppa sig efter cirka 30-40 dagar. Mer än en generation kan hinnas med under samma sommar. Den generation som kläcks på sensommaren kommer inte att lägga ägg samma år, utan övervintrar och lägger ägg först året därpå.